# Woodsia manchuriensis
Woodsia manchuriensis är en hällebräkenväxtart som beskrevs av William Jackson Hooker. Woodsia manchuriensis ingår i släktet Woodsia och familjen Woodsiaceae. Inga underarter finns listade.